# 8013 Gordonmoore
8013 Gordonmoore (1990 KA) là một tiểu hành tinh Amor được phát hiện ngày 18 tháng 5 năm 1990 bởi E. F. Helin ở Palomar.